# Aleš Zimolka
Aleš Zimolka (7. dubna 1963 Jihlava, Československo – 26. května 2012 České Budějovice, Česko) byl český hudebník a automobilový závodník. V devadesátých letech hrál se skupinou Markýz John. Ještě dříve hrál se skupinou Pedál. Později hrál se skupinami Empire, Merlin, Asonance, Humbuk a dalšími.
Jako navigátor Petra Pelecha se s Hondou Civic VTi a Civic Type-R účastnil řady závodů v rámci Poháru ČR, MČR Sprintrally a MMČR. Dne 26. května 2012 utrpěl vážná zranění při Rallye Český Krumlov, následně byl převezen do českobudějovické nemocnice, kde zemřel.